# Elezioni amministrative a San Marino del 2020
Le elezioni amministrative sammarinesi del 2020 si sono svolte il 29 novembre per l'elezione della Giunta di Castello e del Capitano di Castello in tutti e nove castelli di San Marino.
Inizialmente previste per il 15 dicembre 2019, in seguito alla caduta del governo prima della fine della legislatura e alle elezioni politiche sono state posticipate al 21 giugno 2020, ma a causa della pandemia di COVID-19 sono state nuovamente posticipate alla data definitiva.
Il 17 settembre il diritto di voto è stato esteso dal Consiglio Grande e Generale agli stranieri residenti in Repubblica ininterrottamente da almeno dieci anni.
Dove c'è un'unica lista il quorum è del 35%.

## Membri Giunte di Castello
La Legge 158/2020 ha anche ridotto i componenti delle Giunte di Castello.
- Borgo Maggiore, Città di San Marino, Domagnano, Fiorentino, Serravalle: 8 membri.
- Acquaviva, Chiesanuova, Faetano, Montegiardino: 6 membri.

## Risultati elezioni del 29 novembre 2020

### Città di San Marino
| Lista                  | Lista                  | Candidato Capitano di Castello | Voti lista   | %      | Seggi ottenuti | Seggi ottenuti                 |            |
| ---------------------- | ---------------------- | ------------------------------ | ------------ | ------ | -------------- | ------------------------------ | ---------- |
|                        | Uniamo San Marino      | Tomaso Rossini                 | 575          | 43,76% | 5              | 5                              |            |
|                        | Città che riparte      | Daniele Volpini                | 470          | 35,77% | 2              | 2                              |            |
|                        | Uniamocittà            | Simona Capicchioni             | 269          | 20,47% | 1              | 1                              |            |
| TOTALE                 | TOTALE                 | TOTALE                         | 1.314        | 100%   | 8              | 8                              |            |
| Dati di voto           | Dati di voto           | Dati di voto                   | Dati di voto | %      | Affluenza      | Elez. amministrativeprecedenti | Variazione |
| Aventi diritto di voto | Aventi diritto di voto | Aventi diritto di voto         | 3.233        |        | 100%           |                                |            |
| Voti totali registrati | Voti totali registrati | Voti totali registrati         | 1.359        | 42,04% | 48,49%         | -6,45%                         |            |
| Voti validi            | Voti validi            | Voti validi                    | 1.314        | 96,69% |                | 93,44%                         | +3,25      |
| Schede nulle           | Schede nulle           | Schede nulle                   | 29           | 2,13%  | 4,21%          | -2,08%                         |            |
| Schede bianche         | Schede bianche         | Schede bianche                 | 16           | 1,18%  | 2,35%          | -1,17%                         |            |

| Lista             | Candidato          | Voti |
| ----------------- | ------------------ | ---- |
| Uniamo San Marino | Secondo Bernardi   | 168  |
| Uniamo San Marino | Alberto Simoncini  | 165  |
| Uniamo San Marino | Augusta Taddei     | 109  |
| Uniamo San Marino | Marino Gualtieri   | 90   |
| Città che riparte | Daniele Volpini    | 470  |
| Città che riparte | Stefano Raggi      | 99   |
| Uniamocittà       | Simona Capicchioni | 269  |

### Acquaviva
| Lista                  | Lista                  | Candidato Capitano di Castello | Voti lista   | %      | Seggi ottenuti | Seggi ottenuti                 |            |
| ---------------------- | ---------------------- | ------------------------------ | ------------ | ------ | -------------- | ------------------------------ | ---------- |
|                        | Noi per Acquaviva      | Enzo Semprini                  | 621          | 100%   | 6              | 6                              |            |
| TOTALE                 | TOTALE                 | TOTALE                         |              | 100%   | 6              | 6                              |            |
| Dati di voto           | Dati di voto           | Dati di voto                   | Dati di voto | %      | Affluenza      | Elez. amministrativeprecedenti | Variazione |
| Aventi diritto di voto | Aventi diritto di voto | Aventi diritto di voto         | 1.615        |        | 100%           |                                |            |
| Voti totali registrati | Voti totali registrati | Voti totali registrati         | 684          | 42,35% | 44,55%         | -2,20%                         |            |
| Voti validi            | Voti validi            | Voti validi                    | 621          | 90,79% |                | 91,74%                         | -0,95%     |
| Schede nulle           | Schede nulle           | Schede nulle                   | 38           | 5,56%  | 3,88%          | +1,68%                         |            |
| Schede bianche         | Schede bianche         | Schede bianche                 | 25           | 3,65%  | 4,38%          | -0,73%                         |            |

| Lista             | Candidato         | Voti |
| ----------------- | ----------------- | ---- |
| Noi per Acquaviva | Stefano Semprini  | 219  |
| Noi per Acquaviva | Andrea Zonzini    | 155  |
| Noi per Acquaviva | Alessandro Bindi  | 149  |
| Noi per Acquaviva | Alessia Tonini    | 120  |
| Noi per Acquaviva | Gian Matteo Torri | 98   |

### Borgo Maggiore
| Lista                  | Lista                                 | Candidato Capitano di Castello | Voti lista   | %      | Seggi ottenuti | Seggi ottenuti                 |            |
| ---------------------- | ------------------------------------- | ------------------------------ | ------------ | ------ | -------------- | ------------------------------ | ---------- |
|                        | Tutti insieme per una grande famiglia | Barbara Bollini                | 1.873        | 100%   | 8              | 8                              |            |
| TOTALE                 | TOTALE                                | TOTALE                         |              | 100%   | 8              | 8                              |            |
| Dati di voto           | Dati di voto                          | Dati di voto                   | Dati di voto | %      | Affluenza      | Elez. amministrativeprecedenti | Variazione |
| Aventi diritto di voto | Aventi diritto di voto                | Aventi diritto di voto         | 5.248        |        | 100%           |                                |            |
| Voti totali registrati | Voti totali registrati                | Voti totali registrati         | 1.969        | 37,52% | 44,68%         | -7,16%                         |            |
| Voti validi            | Voti validi                           | Voti validi                    | 1.873        | 95,12% |                | 90,97%                         | +4,15%     |
| Schede nulle           | Schede nulle                          | Schede nulle                   | 45           | 2,29%  | 4,35%          | -2,06%                         |            |
| Schede bianche         | Schede bianche                        | Schede bianche                 | 51           | 2,59%  | 4,69%          | -2,10%                         |            |

Per Borgo Maggiore si è presentata una sola lista, per cui le elezioni si sono svolte a lista unica.
| Lista                                 | Candidato            | Voti |
| ------------------------------------- | -------------------- | ---- |
| Tutti insieme per una grande famiglia | Sergio Nanni         | 449  |
| Tutti insieme per una grande famiglia | Maria Cristina Conti | 385  |
| Tutti insieme per una grande famiglia | Vincenzo Colonna     | 259  |
| Tutti insieme per una grande famiglia | Matteo Sartini       | 234  |
| Tutti insieme per una grande famiglia | Angelo Gabrielli     | 209  |
| Tutti insieme per una grande famiglia | Gian Luca Battazza   | 194  |
| Tutti insieme per una grande famiglia | Italo Volpinari      | 163  |

### Chiesanuova
| Lista                  | Lista                  | Candidato Capitano di Castello | Voti lista   | %      | Seggi ottenuti | Seggi ottenuti                  |            |
| ---------------------- | ---------------------- | ------------------------------ | ------------ | ------ | -------------- | ------------------------------- | ---------- |
|                        | Chiesanuova Avanti     | Marino Rosti                   | 298          | 59,01% | 4              | 4                               |            |
|                        | Viviamo Chiesanuova    | Fabio Mazza                    | 207          | 40,99% | 2              | 2                               |            |
| TOTALE                 | TOTALE                 | TOTALE                         |              | 100%   | 6              | 6                               |            |
| Dati di voto           | Dati di voto           | Dati di voto                   | Dati di voto | %      | Affluenza      | Elez. amministrative precedenti | Variazione |
| Aventi diritto di voto | Aventi diritto di voto | Aventi diritto di voto         | 885          |        | 100%           |                                 |            |
| Voti totali registrati | Voti totali registrati | Voti totali registrati         | 511          | 57,47% | 66,04%         | -8,30%                          |            |
| Voti validi            | Voti validi            | Voti validi                    | 505          | 98,83% |                | 95,55%                          | +3,28%     |
| Schede nulle           | Schede nulle           | Schede nulle                   | 6            | 1,17%  | 3,04%          | -1,87%                          |            |
| Schede bianche         | Schede bianche         | Schede bianche                 | 0            | 0,00%  | 1,42%          | -1,42%                          |            |

| Lista               | Candidato          | Voti |
| ------------------- | ------------------ | ---- |
| Chiesanuova Avanti  | Lino Ceccoli       | 114  |
| Chiesanuova Avanti  | Vittorio Broccoli  | 110  |
| Chiesanuova Avanti  | Franca Righi       | 77   |
| Viviamo Chiesanuova | Fabio Mazza        | 207  |
| Viviamo Chiesanuova | Maddalena Muccioli | 106  |

### Domagnano
| Lista                  | Lista                  | Candidato Capitano di Castello | Voti lista   | %      | Seggi ottenuti | Seggi ottenuti                  |            |
| ---------------------- | ---------------------- | ------------------------------ | ------------ | ------ | -------------- | ------------------------------- | ---------- |
|                        | Domagnano al Centro    | Marcello Andreani              | 1.033        | 100%   | 8              | 8                               |            |
| Dati di voto           | Dati di voto           | Dati di voto                   | Dati di voto | %      | Affluenza      | Elez. amministrative precedenti | Variazione |
| Aventi diritto di voto | Aventi diritto di voto | Aventi diritto di voto         | 2.738        |        | 100%           |                                 |            |
| Voti totali registrati | Voti totali registrati | Voti totali registrati         | 1.074        | 39,23% | 48.52%         | -9,29%                          |            |
| Voti validi            | Voti validi            | Voti validi                    | 1.033        | 96,18% |                | 90,15%                          | +6,03%     |
| Schede nulle           | Schede nulle           | Schede nulle                   | 24           | 2,23%  | 5,91%          | -2,36%                          |            |
| Schede bianche         | Schede bianche         | Schede bianche                 | 17           | 1,58%  | 3,94%          | -2,36%                          |            |

| Lista               | Candidato            | Voti |
| ------------------- | -------------------- | ---- |
| Domagnano al Centro | Gabriel Guidi        | 522  |
| Domagnano al Centro | Gian Luigi Ceccaroli | 143  |
| Domagnano al Centro | Andrea Barbieri      | 138  |
| Domagnano al Centro | Cinzia Matteoni      | 126  |
| Domagnano al Centro | Alberto Lazzari      | 95   |
| Domagnano al Centro | Fabio Fabbri         | 91   |
| Domagnano al Centro | Simona Torsani       | 83   |

### Faetano
| Lista                  | Lista                  | Candidato Capitano di Castello | Voti lista   | %      | Seggi ottenuti | Seggi ottenuti                 |            |
| ---------------------- | ---------------------- | ------------------------------ | ------------ | ------ | -------------- | ------------------------------ | ---------- |
|                        | Faetano Viva           | Giorgio Moroni                 | 399          | 100%   | 6              | 6                              |            |
| TOTALE                 | TOTALE                 | TOTALE                         |              | 100%   | 6              | 6                              |            |
| Dati di voto           | Dati di voto           | Dati di voto                   | Dati di voto | %      | Affluenza      | Elez. amministrativeprecedenti | Variazione |
| Aventi diritto di voto | Aventi diritto di voto | Aventi diritto di voto         | 928          |        | 100%           |                                |            |
| Voti totali registrati | Voti totali registrati | Voti totali registrati         | 423          | 45,58% | 60,30%         | -14,72%                        |            |
| Voti validi            | Voti validi            | Voti validi                    | 399          | 94,33% |                | 95,09%                         | -0,76%     |
| Schede nulle           | Schede nulle           | Schede nulle                   | 15           | 3,55%  | 3,27%          | +0,28%                         |            |
| Schede bianche         | Schede bianche         | Schede bianche                 | 9            | 2,13%  | 1,64%          | +0,49%                         |            |

Per Faetano si è presentata una sola lista, per cui le elezioni si sono svolte a lista unica.
| Lista        | Candidato          | Voti |
| ------------ | ------------------ | ---- |
| Faetano Viva | Elia Moroni        | 173  |
| Faetano Viva | Pietro Renzi       | 101  |
| Faetano Viva | Paola Guidi        | 95   |
| Faetano Viva | Claudia Vecchietti | 80   |
| Faetano Viva | Silvia Tonelli     | 76   |

### Fiorentino
| Lista                  | Lista                  | Candidato Capitano di Castello | Voti lista   | %      | Seggi ottenuti | Seggi ottenuti                  |            |
| ---------------------- | ---------------------- | ------------------------------ | ------------ | ------ | -------------- | ------------------------------- | ---------- |
|                        | Fiorentino Viva        | Claudio Mancini                | 425          | 50,36% | 5              | 5                               |            |
|                        | Fiorentino da vivere   | Nicoletta Canini               | 419          | 49,64% | 3              | 3                               |            |
| TOTALE                 | TOTALE                 | TOTALE                         |              | 100%   | 8              | 8                               |            |
| Dati di voto           | Dati di voto           | Dati di voto                   | Dati di voto | %      | Affluenza      | Elez. amministrative precedenti | Variazione |
| Aventi diritto di voto | Aventi diritto di voto | Aventi diritto di voto         | 1.987        |        | 100%           |                                 |            |
| Voti totali registrati | Voti totali registrati | Voti totali registrati         | 894          | 44,99% | 52,48%         | -7,49%                          |            |
| Voti validi            | Voti validi            | Voti validi                    | 844          | 94,41% |                | 93,22%                          | +1,19%     |
| Schede nulle           | Schede nulle           | Schede nulle                   | 41           | 4,59%  | 5,33%          | -0,74%                          |            |
| Schede bianche         | Schede bianche         | Schede bianche                 | 9            | 1,01%  | 1,44%          | -0,43%                          |            |

| Lista                | Candidato         | Voti |
| -------------------- | ----------------- | ---- |
| Fiorentino Viva      | Marina Tabarrini  | 148  |
| Fiorentino Viva      | Annalisa Nanni    | 61   |
| Fiorentino Viva      | Maria Capuano     | 61   |
| Fiorentino Viva      | Claudia Guidi     | 58   |
| Fiorentino da vivere | Nicoletta Canini  | 419  |
| Fiorentino da vivere | Loris Albani      | 111  |
| Fiorentino da vivere | Alfredo Cecchetti | 104  |

### Montegiardino
| Lista                  | Lista                     | Candidato Capitano di Castello | Voti lista   | %      | Seggi ottenuti | Seggi ottenuti                 |            |
| ---------------------- | ------------------------- | ------------------------------ | ------------ | ------ | -------------- | ------------------------------ | ---------- |
|                        | Insieme per Montegiardino | Giacomo Rinaldi                | 413          | 100%   | 6              | 6                              |            |
| TOTALE                 | TOTALE                    | TOTALE                         |              | 100%   | 6              | 6                              |            |
| Dati di voto           | Dati di voto              | Dati di voto                   | Dati di voto | %      | Affluenza      | Elez. amministrativeprecedenti | Variazione |
| Aventi diritto di voto | Aventi diritto di voto    | Aventi diritto di voto         | 727          |        | 100%           |                                |            |
| Voti totali registrati | Voti totali registrati    | Voti totali registrati         | 429          | 59,01% | 61,83%         | -2,35%                         |            |
| Voti validi            | Voti validi               | Voti validi                    | 413          | 96,27% |                | 83,28%                         | +12,98%    |
| Schede nulle           | Schede nulle              | Schede nulle                   | 9            | 2,10%  | 8,23%          | -6,13%                         |            |
| Schede bianche         | Schede bianche            | Schede bianche                 | 7            | 1,63%  | 8,48%          | -6,85%                         |            |

Per Montegiardino si è presentata una sola lista, per cui le elezioni si sono svolte a lista unica.
| Lista                     | Candidato                 | Voti |
| ------------------------- | ------------------------- | ---- |
| Insieme per Montegiardino | Marco Mularoni            | 146  |
| Insieme per Montegiardino | Aurora Conforta Cherubini | 127  |
| Insieme per Montegiardino | Angelo Poggiali           | 123  |
| Insieme per Montegiardino | Maurizio Maiani           | 115  |
| Insieme per Montegiardino | Marco Biagini             | 62   |

### Serravalle
| Lista                  | Lista                                     | Candidato Capitano di Castello | Voti lista   | %      | Seggi ottenuti | Seggi ottenuti                 |            |
| ---------------------- | ----------------------------------------- | ------------------------------ | ------------ | ------ | -------------- | ------------------------------ | ---------- |
|                        | Un Castello per tutti...insieme si può!   | Roberto Ercolani               | 1.542        | 51,09% | 5              | 5                              |            |
|                        | Insieme per il Castello                   | Giovanni Ragini                | 837          | 27,73% | 2              | 2                              |            |
|                        | Serravalle: un Castello da vivere insieme | Vittorio Brigliadori           | 639          | 21,17% | 1              | 1                              |            |
| TOTALE                 | TOTALE                                    | TOTALE                         | 3.018        | 100%   | 8              | 8                              |            |
| Dati di voto           | Dati di voto                              | Dati di voto                   | Dati di voto | %      | Affluenza      | Elez. amministrativeprecedenti | Variazione |
| Aventi diritto di voto | Aventi diritto di voto                    | Aventi diritto di voto         | 8.246        |        | 100%           |                                |            |
| Voti totali registrati | Voti totali registrati                    | Voti totali registrati         | 3.171        | 38,45% | 37,71%         | +0,75%                         |            |
| Voti validi            | Voti validi                               | Voti validi                    | 3.018        | 95,18% |                | 85,88%                         | +9,30      |
| Schede nulle           | Schede nulle                              | Schede nulle                   | 111          | 3,50%  | 9,62%          | -6,12%                         |            |
| Schede bianche         | Schede bianche                            | Schede bianche                 | 42           | 1,32%  | 4,51%          | -31,19%                        |            |

| Lista                                     | Candidato                 | Voti |
| ----------------------------------------- | ------------------------- | ---- |
| Un Castello per tutti...insieme si può!   | Eros Merlini              | 379  |
| Un Castello per tutti...insieme si può!   | Simona Muccioli           | 359  |
| Un Castello per tutti...insieme si può!   | Matteo Tamagnini          | 295  |
| Un Castello per tutti...insieme si può!   | Maria Nicoletta Gasperoni | 225  |
| Insieme per il Castello                   | Giovanni Ragnini          | 837  |
| Insieme per il Castello                   | Maria Grazia Gualandi     | 176  |
| Serravalle: un Castello da vivere insieme | Vittorio Brigliadori      | 639  |